# 23 juillet en sport
23 juin 23 août
Chronologies thématiques
- Croisades
- Ferroviaires
- Disney

Le 23 juillet (204e jour de l'année ou 205e en cas d'année bissextile) en sport.

## Événements

### XIXesiècle
- 1869 :
  - (Aviron) : régate universitaire entre Harvard et Yale. Harvard s'impose[1].
- 1881 :
  - (Gymnastique) : fondation à Liège (Belgique) de la Fédération internationale de gymnastique.
- 1884 :
  - (Cricket) : 3e jour du 2e des trois test matches de la tournée anglaise de l’équipe australienne de cricket. L’Angleterre bat l’Australie par 5 runs.
- 1890 :
  - (Cricket) : 3e jour du 1er test match de la tournée anglaise de l’équipe australienne de cricket. L’Angleterre bat l’Australie par 7 wickets.

### XXesièclede1901à1950
- 1919 :
  - (Football) : Fondation de l'AS Saint-Étienne.
  - (Sport automobile) : Grand Prix automobile d'Allemagne.

### XXesièclede1951à2000
- 1966 :
  - (Athlétisme) : John Pennel porte le record du monde du saut à la perche à 5,34 mètres.
- 1972 :
  - (Cyclisme) : le Belge Eddy Merckx remporte le Tour de France devant l'Italien Felice Gimondi, deuxième à 10 minutes et 41 secondes, et le Français Raymond Poulidor, troisième à 11 minutes et 34 secondes.
- 1978 :
  - (Cyclisme) : Bernard Hinault, cycliste français, remporte son premier Tour de France.
- 1981 :
  - (Rallye automobile) : arrivée du Rallye d'Argentine.

### XXIesiècle
- 2001 :
  - (Natation) : Roman Sludnov bat le record du monde du 100 m brasse en 59 secondes 94 à Fukuoka, au Japon.
- 2006 :
  - (Sumo) : le yokozuna d'origine mongole Akinori Asashoryu (朝青龍 明徳) remporte le Tournoi de Nagoya (14-1).
- 2007 :
  - (Sport automobile) : à la suite de sa rencontre avec le Premier ministre français François Fillon, le président de la FOA Bernie Ecclestone accepte le principe d'un maintien du Grand Prix de France à Magny-Cours pour les saisons 2008 et 2009, dans l'attente de trouver un autre lieu d'accueil pour le doyen des Grands Prix automobile.
- 2011 :
  - (Football) : victoire du Bayern Munich : Bayern Munich 16 - 2 Fanclub-Auswahl Passau
- 2015 :
  - (Cyclisme sur route /Tour de France) : sur la 18e étape du Tour de France, victoire du Français Romain Bardet. Au général Christopher Froome conserve le maillot jaune.
- 2016 :
  - (Cyclisme sur route /Tour de France) : sur la 20e étape du Tour de France 2016, victoire de l'Espagnol Ion Izagirre devant le Colombien Jarlinson Pantano et l'Italien Vincenzo Nibali. Le Britannique Christopher Froome garde le maillot jaune.
- 2017 :
  - (Cyclisme sur route /Tour de France) : sur la 21e et dernière étape du Tour de France 2017 qui relie Montgeron à l' Avenue des Champs-Élysées, victoire du Néerlandais Dylan Groenewegen qui devance l'Allemand André Greipel et le Norvégien Edvald Boasson Hagen. Le Britannique Christopher Froome remporte son 4e Tour de France. Le Colombien Rigoberto Urán termine second et le Français Romain Bardet complète le podium. L'Australien Michael Matthews s'impose sur le classement par points. Le Français Warren Barguil devient meilleur grimpeur du Tour de France 2017 et a été désigné le coureur le plus Super-combatif. Le Britannique Simon Yates est le meilleur jeune et la meilleure équipe est l'Équipe cycliste Sky.
- 2021 :
  - (Jeux olympiques d'été /JO d'été de Tokyo) : 3e jour de compétition des Jeux olympiques à Tokyo et le jour de la cérémonie d'ouverture.
- 2023 :
  - (Compétition automobile /Formule 1) : sur le Grand Prix automobile de Hongrie disputé  sur le Hungaroring, victoire du néerlandais Max Verstappen, c'est son 7e succès d'affilée[2], il s'impose devant Lando Norris et Sergio Pérez.
  - (Cyclisme sur route) :
    - (Tour de France Femmes) : début de la 2e édition du Tour de France Femmes qui a lieu jusqu'au 30 juillet 2023. Sur la 1re étape qui se déroule autour de Clermont-Ferrand, sur une distance de 123,8 kilomètres[3], victoire de la Belge Lotte Kopecky qui s'empare du maillot jaune.
    - (Tour de France) : sur la 21e et dernière étape du Tour de France qui se déroule entre Saint-Quentin-en-Yvelines et l'Avenue des Champs-Élysées à Paris, sur une distance de 115,1 kilomètres, victoire du Belge Jordi Meeus qui remporte l'étape. Le Danois Jonas Vingegaard remporte le Tour de France[4].

  - (Natation sportive /Mondiaux) : aux championnats du monde de natation, le Français Léon Marchand s'impose sur le 400 m quatre nages et pulvérise le record du monde[5], chez les femmes l'Australienne Ariarne Titmus s'impose sur 400m et bat le record du monde et ses compatriotes s'imposent sur le relais 4 × 100 m nage libre et battent le record du monde.

## Naissances

### XIXesiècle
- 1857 :
  - Norman Bailey, footballeur anglais. (19 sélections en équipe nationale). († 13 janvier 1923).
- 1877 :
  - Alessandro Pirzio Biroli, épéiste et sabreur italien. Médaillé d'argent du sabre par équipes aux Jeux de Londres 1908. († 20 mai 1962).
- 1881 :
  - Bert Lindsay, hockeyeur sur glace canadien. († 11 novembre 1960).
- 1897 :
  - Norman Dutton, hockeyeur sur glace puis entraîneur et dirigeant sportif canadien. († 15 mars 1987).

### XXesièclede1901à1950
- 1911 :
  - Jean Fontenay, cycliste sur route français. († 21 mai 1975).
- 1916 :
  - Pierre Pibarot, footballeur puis entraîneur français. Entraîneur de l'Équipe de France de 1951 à 1954. († ? 1981).
- 1918 :
  - Pee Wee Reese, joueur de baseball américain. († 14 août 1999).
- 1924 :
  - Gazanfer Bilge, lutteur de libre turc. Champion olympique des -62 kg aux Jeux de Londres 1948. Champion d'Europe de lutte des -62 kg 1946. († 20 avril 2008).
  - Claude Penz, skieur alpin français. († 6 mars 2006).
- 1930 :
  - Roger Hassenforder, cycliste sur route et sur piste français. († 3 janvier 2021).
- 1935 :
  - Jim Hall, pilote de F1 et de courses automobile d'endurance puis constructeur de voitures de courses américain.
- 1936 :
  - Don Drysdale, joueur de baseball américain. († 3 juillet 1993).
- 1945 :
  - Jon Sammels, footballeur anglais. Vainqueur de la Coupe des villes de foires 1970.
- 1947 :
  - Pierre Yver, pilote de courses automobile d'endurance français.

### XXesièclede1951à2000
- 1952 :
  - Bill Nyrop, hockeyeur sur glace américain. († 31 décembre 1995).
- 1953 :
  - Matthias Brücken, footballeur allemand
- 1956 :
  - Mike Bruner, nageur américain. Champion olympique du 200 m papillon et du relais 4 × 200 m nage libre aux Jeux de Montréal 1976. Champion du monde de natation du 200 m papillon 1978.
  - Arno Del Curto, hockeyeur sur glace puis entraîneur suisse
- 1957 :
  - Níkos Gális, basketteur américano-grec. Champion d'Europe de basket-ball 1987. (168 sélections avec l'équipe de Grèce.
- 1958 :
  - Frank Mill, footballeur allemand. († 5 août 2025).
- 1961 :
  - Mário Manuel da Silva, athlète de demi-fond portugais.
- 1968 :
  - Elden Campbell, basketteur américain.
  - Gary Payton, basketteur américain. Champion olympique aux Jeux d'Atlanta 1996 et aux Jeux de Sydney 2000. (34 sélections en équipe nationale).
- 1969 :
  - Andrew Cassels, hockeyeur sur glace puis entraîneur canadien. (6 sélections en équipe nationale).
  - Stéphane Diagana, athlète de haies puis consultant TV français. Champion du monde du 400 m haies 1997 et champion du monde du relais 4 × 400 mètres 2003. Champion d'Europe du 400 m haies 2002. Détenteur du Record d'Europe du 400 m haies. Membre de l'AMA.
- 1970 :
  - Povilas Vanagas, patineur de danse sur glace lituanien.
- 1971 :
  - Hélène Escaich, lutteuse française. Médaillée de bronze des -47kg aux Mondiaux 1994.
- 1972 :
  - Giovane Élber, footballeur brésilien. Vainqueur de la Ligue des champions 2001. (15 sélections en équipe nationale).
- 1973 :
  - Nomar Garciaparra, joueur de baseball américain.
- 1974 :
  - Maurice Greene, athlète de sprint américain. Champion olympique du 100 mètres et du relais 4 × 100 m aux Jeux de Sydney 2000 puis Médaillé d'argent du relais 4 × 100 m et de bronze du 100 m aux Jeux d'Athènes 2004. Champion du monde du 100 m 1997 et 2001 puis champion du monde du 100 m, du 200 m et du relais 4 × 100 m 1999.
  - Kennedy Tsimba, joueur de rugby à XV et ensuite entraîneur rhodésien puis zimbabwéen. (6 sélections en équipe nationale).
  - Rik Verbrugghe, cycliste sur route belge. Vainqueur de la Flèche wallonne 2001.
- 1976 :
  - Judith Arndt, cycliste sur piste et sur route allemande. Médaillée de bronze de la poursuite individuelle aux Jeux d'Atlanta 1996 et d'argent du contre la montre sur route aux Jeux de Londres 2012. Championne du monde de cyclisme sur piste de la poursuite individuelle 1997, sur route 2004, du contre la montre sur route 2011 et 2012. Victorieuse des Tours des Flandres féminins 2008 et 2012.
- 1977 :
  - Shawn Thornton, hockeyeur sur glace canadien.
- 1978 :
  - Cédric Gracia, cycliste de BMX et VTT français.
  - Julien Taurines, judoka handisport français. médaillé de bronze des +100kg aux Jeux de Pékin 2008. Double médaillé d'argent et triple de bronze aux championnats du monde 2002, 2006 et 2011. Champion d'Europe par équipes en 2005, triple médaillé d'argent et double de bronze aux CE de judo 2005, 2007, 2011 et 2013.
- 1981 :
  - Dmitriy Karpov, athlète d'épreuves combinées kazakh. Médaillé de bronze du décathlon aux Jeux d'Athènes 2004. Champion d'Asie d'athlétisme du décathlon 2013.
  - Jarkko Nieminen, joueur de tennis finlandais.
  - Sabrina Palie, basketteuse française. (3 sélections en équipe de France).
- 1982 :
  - Gerald Wallace, basketteur américain.
- 1983 :
  - Aaron Peirsol, nageur américain. Médaillé d'argent du 200 m dos aux Jeux de Sydney 2000, champion olympique du 100 et 200 m dos ainsi que du 4 × 100 m 4 nages aux Jeux d'Athènes 2004 puis champion olympique du 100 m dos et du 4 × 100 m 4 nages et ensuite médaillé d'argent du 200 m dos aux Jeux de Pékin 2008. champion du monde de natation du 200 m dos 2001, champion du monde de natation du 100 et 200 m dos ainsi que du 4 × 100 m 4 nages 2003 et 2005, champion du monde de natation du 100 m dos 2007 puis champion du monde de natation du 200 m dos et du 4 × 100 4 nages 2009.
- 1984 :
  - Arnór Atlason, handballeur islandais. Médaillé d'argent aux Jeux de Pékin 2008. (197 sélections en équipe nationale).
  - Yann Jouffre, footballeur français.
- 1985 :
  - Hugues Jannel, basketteur français.
  - Philip Zwiener, basketteur allemand. (60 sélections en équipe nationale).
- 1988 :
  - James Develin joueur de foot U.S. américain.
  - Cheikh M'Bengue, footballeur franco-sénégalais. (31 sélections avec l'équipe du Sénégal).
  - Björn Thurau, cycliste sur route allemand.
- 1989 :
  - Kim Ekdahl du Rietz, handballeur suédois. Médaillé d'argent aux Jeux de Londres 2012. Vainqueur de la Coupe de l'EHF masculine 2013. (96 sélections en équipe nationale).
  - Donald Young, joueur de tennis américain.
- 1990 :
  - Kevin Reynolds, patineur artistique canadien. Médaillé d'argent par équipes aux Jeux de Sotchi 2014.
- 1991 :
  - Christiane Endler, footballeuse chilienne. (71 sélections en équipe nationale).
  - Kamil Syprzak, handballeur polonais. (142 sélections en équipe nationale).
  - Fanny Vágó, footballeuse hongroise. (124 sélections en équipe nationale).
- 1992 :
  - Berthrade Bikatal, volleyeuse camerounaise. Championne d'Afrique féminin de volley-ball 2017.
  - Axel Toupane, basketteur français. Médaillé de bronze au mondial 2019. (25 sélections en équipe de France).
- 1993 :
  - Bryn Forbes, basketteur américain.
  - Javonte Green, basketteur américano-monténégrin. (2 sélections avec l'équipe du Monténégro).
  - Ayoze Pérez, footballeur espagnol.
- 1995 :
  - Thomas Ramos, joueur de rugby à XV français. Vainqueur de la Coupe d'Europe 2021. (14 sélections en équipe de France).
  - Arthur Rinderknech, joueur de tennis français.
- 1996 :
  - Kasperi Kapanen, hockeyeur sur glace finlandais. (8 sélections en équipe nationale).
- 1997 :
  - Andrés Llinás, footballeur colombien. (3 sélections en équipe nationale).
- 1998 :
  - DeAndre Ayton, basketteur bahaméen. (16 sélections en équipe nationale).
- 1999 :
  - Lovro Kos, sauteur à ski slovène.

### XXIesiècle
- 2001 :
  - Kahiser Lenis, footballeur panaméen.
- 2002 :
  - Tiago Santos, footballeur portugais.
- 2008 :
  - Ruan Pablo, footballeur brésilien.

## Décès

### XIXesiècle
- 1896 :
  - Arthur Linton, 27 ans, Arthur Linton, cycliste sur route britannique. Vainqueur de Bordeaux-Paris 1896. (° 27 décembre 1868).

### XXesièclede1901à1950
- 1942 :
  - Andy Ducat, 56 ans, footballeur puis entraîneur et joueur de cricket anglais. (6 sélections en équipe nationale de football). (1 sélection en test cricket). (° 16 février 1886).
- 1949 :
  - Willie Taylor, 78 ou 79 ans, footballeur écossais. (° ? 1870).

### XXesièclede1951à2000
- 1956 :
  - Alessandro Anzani, 78 ans, cycliste sur route puis pilote de moto français. (° 5 décembre 1877).
- 1964 :
  - Frederick Grace, 80 ans, boxeur anglais. Champion olympique des poids légers aux Jeux de Londres 1908. (° 29 février 1884).
- 1966 :
  - Lo La Chapelle, 78 ans, footballeur néerlandais. Médaillé de bronze aux Jeux de Londres 1908. (1 sélection en équipe nationale). (° 22 juin 1888).
- 1972 :
  - George Alan Thomas, 91 ans, joueur de badminton et joueur de tennis puis dirigeant sportif anglais. Président de la FIB de 1934 à 1955 et créateur de la Thomas Cup en 1949. (° 14 juin 1881).
- 1978 :
  - Louis Cluchague, 75 ans, joueur de rugby à XV français. (2 sélections en équipe de France). (° 20 août 1902).
- 1998 :
  - Med Park, 65 ans, basketteur américain. (° 11 avril 1933).
- 1999 :
  - Dmitri Tertychny, 22 ans, joueur de hockey sur glace russe. (° 26 décembre 1976).

### XXIesiècle
- 2003 :
  - Adolphe Deledda, 84 ans, cycliste sur route italien puis français. (° 26 septembre 1919).
- 2004 :
  - Rogelio Domínguez, 73 ans, footballeur puis entraîneur argentin. Vainqueur de la Copa América 1957, des Coupes des clubs champions 1958, 1959 et 1960. (25 sélections en équipe nationale). (° 9 mars 1931).
- 2012 :
  - John Treloar, 84 ans, athlète de sprint australien. (° 19 juillet 1928).
- 2017 :
  - John Kundla, 101 ans, entraîneur de basket-ball américain. Champion NBA en 1950, 1952, 1953 et 1954 avec les Lakers de Minneapolis. (° 3 juillet 1916).
  - Valdir Peres, 66 ans, footballeur brésilien. (39 sélections en équipes nationale). (° 2 janvier 1951).
  - Mervyn Rose, 87 ans, joueur puis entraîneur de tennis australien. Vainqueur en simple et en double de l'Open d'Australie 1954, de Roland Garros en simple en 1958, de l'US Open en double en 1952 et 1953 et de Wimbledon en double en 1954. (° 23 janvier 1930).
- 2018 :
  - Paul Madeley, 73 ans, footballeur anglais. (24 sélections en équipe nationale). (° 20 septembre 1944).
- 2019 :
  - Jan Hrbatý, 77 ans, joueur de hockey sur glace tchécoslovaque. Médaillé d'argent aux Jeux olympiques d'hiver de 1968. (° 20 janvier 1942).